# نیکولاس تورتورو
نیکولاس تورتورو (انگلیسی: Nicholas Turturro؛ زادهٔ ۲۹ ژانویهٔ ۱۹۶۲) یک هنرپیشه اهل ایالات متحده آمریکا است. وی از سال ۱۹۸۹ میلادی تاکنون مشغول فعالیت بوده‌است.
از فیلم‌ها یا برنامه‌های تلویزیونی که وی در آن نقش داشته‌است می‌توان به اکنون شما را چاک و لری می‌نامم، کار درست را بکن، توطئه سایه، بهترین بلوز اشاره کرد.